# Çınarcık, Ünye
Çınarcık là một xã thuộc huyện Ünye, tỉnh Ordu, Thổ Nhĩ Kỳ. Dân số thời điểm năm 2010 là 350 người.